# カエデゴウシュウアオギリ
カエデゴウシュウアオギリ（学名：Brachychiton rupestris）は、アオイ科の樹木である。
オーストラリア、クイーンズランド州固有種として広く知られている。
1848年に植物学者のサー・トーマス・ミッチェルとジョン・リンドリーによって発見が報告された。